# Labeo stolizkae
Labeo stolizkae är en fiskart som beskrevs av Franz Steindachner 1870. Labeo stolizkae ingår i släktet Labeo och familjen karpfiskar. IUCN kategoriserar arten globalt som otillräckligt studerad. Inga underarter finns listade i Catalogue of Life.